# جمعة الرفاعي
جمعة الرفاعي (ولد عام 1978 في كفر عين)، هو كاتب وشاعر فلسطيني يشغل حاليا موقع المدير التنفيذي في الاتحاد العام للكتاب والأدباء الفلسطينيين.

## حياته
ولد عام 1978 في قرية كفر عين قضاء رام الله، تلقى تعليمه الأساسي والثانوي في مدرسة قراوة وكفر عين الثانوية المختلطة، ودرس الأدب العربي في جامعة بيرزيت وتخرج منها بدرجة البكالوريوس عام 2001.
عمل في سلك التدريس لمدة 9 سنوات، واعتقل على خلفية مقاومة الاحتلال الإسرائيلي وسجن لثلاث سنوات ونصف بين عامي 2004 و2007، يعمل حاليا مديراً تنفيذيا للاتحاد العام للكتاب والأدباء الفلسطينيين.

## مؤلفاته

### داخل المعتقل
ألف داخل المعتقل عدة مخطوطات نشر منها
- سجينيوس، ديوان شعري، مركز أوغاريت للثقافة والنشر، رام الله 2010
- خارج الموعد، سردية، دار الجندي للنشر والتوزيع، القدس، 2015

### خارج المعتقل
- جهة ناقصة، ديوان شعري، دار الجندي للنشر والتوزيع، القدس 2016

## اقرأ المزيد
- جمعة الرفاعي يكتب تجربة الاعتقال
- «سجينيوس» المجموعة الشعرية الأولى للشاعر الفلسطيني جمعة الرفاعي
- لقاء مع الشاعر الفلسطيني جمعة الرفاعي
- جمعة الرفاعي في مجموعته الشعرية «جهة ناقصة» يأخذنا نحو الدهشة ومعايشة القصيدة

.